# Lucio D'Ubaldo
Lucio Alessio D'Ubaldo (Magliano Sabina, 23 febbraio 1955) è un politico italiano.
È stato segretario generale dell'ANCI. È stato inoltre assessore al personale del Comune di Roma e presidente di Laziosanità, l'agenzia di sanità pubblica della Regione Lazio.
Nel 2008 è stato eletto al Senato nelle liste del Partito Democratico, e ha fatto parte della Commissione Finanze e Tesoro del Senato, oltre che della Commissione parlamentare di vigilanza sull'anagrafe tributaria. Di quest'ultima è stato vicepresidente. È stato uno dei componenti dell'Assemblea costituente del Partito democratico.
Dal 1994 è membro dell'Accademia degli Incolti, antica istituzione romana fondata nel 1658, tuttora attiva nel campo dell'alfabetizzazione e che svolge anche un'attività editoriale. Nel 1998 D'Ubaldo pubblica con le Edizioni Accademia degli Incolti il saggio "Prima di Nathan" sui prodromi politici dell'elezione al Campidoglio di Ernesto Nathan nel 1907; dal 2002 fa parte della Consulta Direttiva della stessa Accademia.
Nel dicembre 2012 lascia il Partito Democratico e aderisce al nuovo movimento politico di Mario Monti, l'Agenda Monti per l'Italia. Tuttavia non viene ricandidato alle successive elezioni politiche.
In vista delle elezioni europee del 2024 lancia insieme a Ivo Tarolli la Piattaforma Popolare 2024, movimento centrista di ispirazione cristiano-popolare.
È giornalista pubblicista, iscritto dal 2002 all'Ordine dei Giornalisti del Lazio.

## Procedimenti giudiziari
Nel 2012, al termine di un procedimento della sezione giurisdizionale della Corte dei Conti del Lazio, è stato condannato a risarcire a Laziosanità l'importo di 170.000 euro. Secondo la sentenza dei magistrati amministrativi D'Ubaldo, all'epoca presidente di Laziosanità, aveva stipulato un contratto in favore dell'allora direttore sanitario dell'agenzia per un importo superiore al consentito in "palese violazione della disciplina in materia" e ponendo in essere un comportamento di "negligenza e superficialità".

## Opere
- Amare il nostro tempo. Appunti sul giovane Moro, 2020, Edizioni "Il Domani d'Italia", ISBN 978-8898664085